# 松井源之助
松井 源之助（まつい げんのすけ、1889年（明治22年）10月25日 - 1950年（昭和25年）6月19日）は、日本の陸軍軍人。最終階級は陸軍少将。旧姓・亀井。千葉市長を務めた松井旭は子。

## 経歴
奈良県出身。1910年（明治43年）5月、陸軍士官学校（22期）を卒業。同年12月、歩兵少尉に任官し歩兵第70連隊付となる。留守歩兵第30連隊付などを経て、1921年（大正10年）11月、陸軍大学校（33期）を卒業した。
1921年12月、歩兵第30連隊中隊長となり、参謀本部付勤務、参謀本部員、参謀本部付（支那研究員）を務め、1926年（大正15年）3月、歩兵少佐に昇進。同年12月、歩兵第27連隊付となる。同連隊大隊長を経て、1929年（昭和4年）8月から1931年（昭和6年）8月まで通化に駐在した。この間、1930年（昭和5年）8月、歩兵中佐に進級。1931年8月、歩兵第26連隊付となり、関東軍司令部付（錦州特務機関）、支那駐屯軍司令部付（張家口特務機関長）を務め、1935年（昭和10年）8月、歩兵大佐に昇進した。
1935年9月、関東軍司令部付を兼務し、同年12月、第5師団司令部付（広島文理大学配属）となり帰国。1937年（昭和12年）3月、函館連隊区司令官に転じ、1938年（昭和13年）3月、留守第7師団司令部付となる。同年7月、陸軍少将に進級と同時に待命となり、同月、予備役に編入された。
1947年（昭和22年）11月28日、公職追放仮指定を受けた。

## 栄典
- 1911年（明治44年）3月10日 - 正八位[6]
- 1914年（大正3年）2月10日 - 従七位[7]
- 1919年（大正8年）3月20日 - 正七位[8]
- 1924年（大正13年）5月15日 - 従六位[9]